# Ossoliński-ház
Az Ossoliński család, Ossoliński-ház (többes szám: Ossolińscy) egy lengyel nemesi család neve. Mivel a lengyel mellékneveknek különböző nemű alakjai vannak, az Ossolińska a család női tagját jelöli.

## Története
Az Ossolińskik lengyel főnemesi család voltak, akik a történelmi évkönyvekben a 14. század elején tűntek fel. A család a kis-lengyelországi Ossolinból származott. A család ősatyja Ossolini János, a korona nagy marsalljának és krakkói várnagynak, Tęczyn Nawoj fia volt. Jan volt a fő örököse annak a birtoknak, amelyet Nawoj a halála után hagyott hátra. A középkori lengyelországi hagyományoknak megfelelően a család fő székhelyéről származó vezetéknevet kezdte használni. 
Jerzy Ossoliński korona nagykancellár 1633-ban örökös fejedelmi címet kapott VIII. Orbán pápától, majd 1634-ben hasonló címet, Reichsfürst címet kapott II. Ferdinánd császártól is. Egy másik címet pedig Jerzy unokatestvére, Franciszek Maksymilian Ossoliński kapott 1736-ban XV. Lajos, Franciaország királya által. Mindkét cím 1790-ben kihalt. Józef Maksymilian Ossoliński Bécsben összegyűjtött híres könyvtárát Lwówba helyezte át, ahol 1817-ben az Ossoliński Intézetet helyezte el.

## Az Ossoliński-ház nevezetesebb tagjai
- Jan Zbigniew Ossoliński (1555-1628), Podkomorzy, vajda.
- Krzysztof Ossoliński (1587-1645) Podkomorzy, Podstoli, vajda.
- Jerzy Ossoliński (1595-1650), nagykoronai kancellár
- Helena Tekla Ossolińska (?-1687), Aleksander Michał Lubomirski felesége volt.
- Franciszek Maksymilian Ossoliński (1676-1756), nagykancellár
- Anna Teresa Ossolińska (?-1810), Stanisław Potocki felesége volt.
- Józef Maksymilian Ossoliński (1748-1826), az Ossoliński Intézet alapítója.
- Józef Kajetan Ossoliński (1758-1834), várnagy, szenátor.

## Palotái és kastélyai

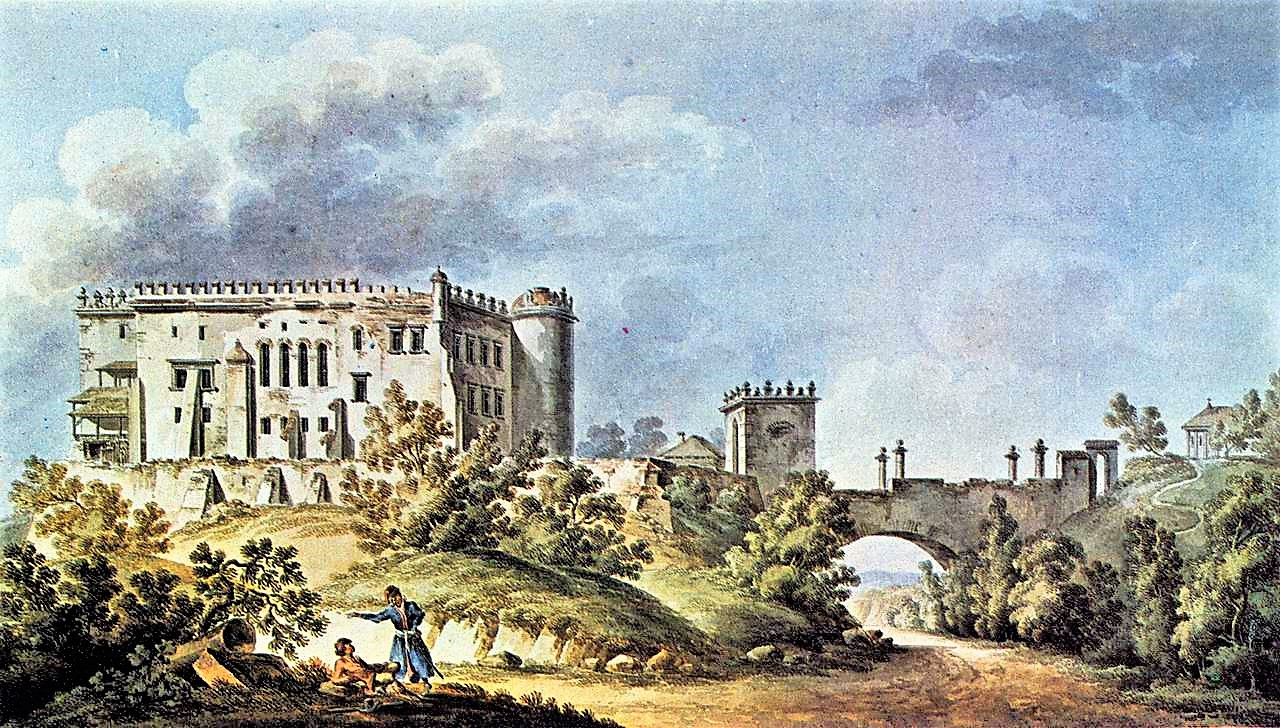
Ossolin kastély, 1794
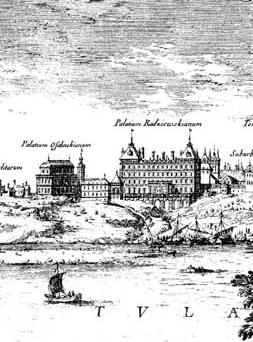
Jerzy Ossoliński palotája (Brühl palot) Varsóban (balra)
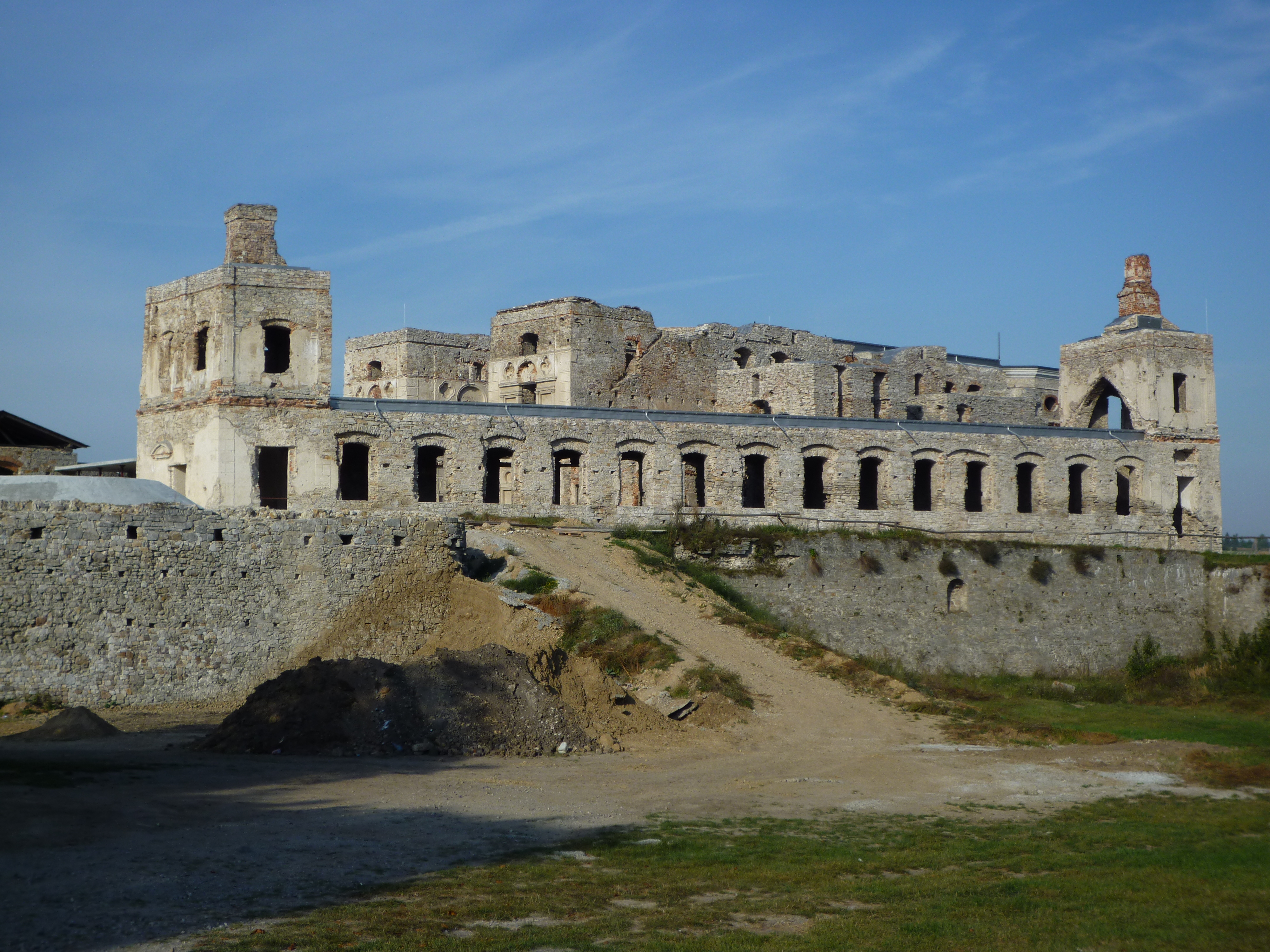
Krzyżtopór kastély
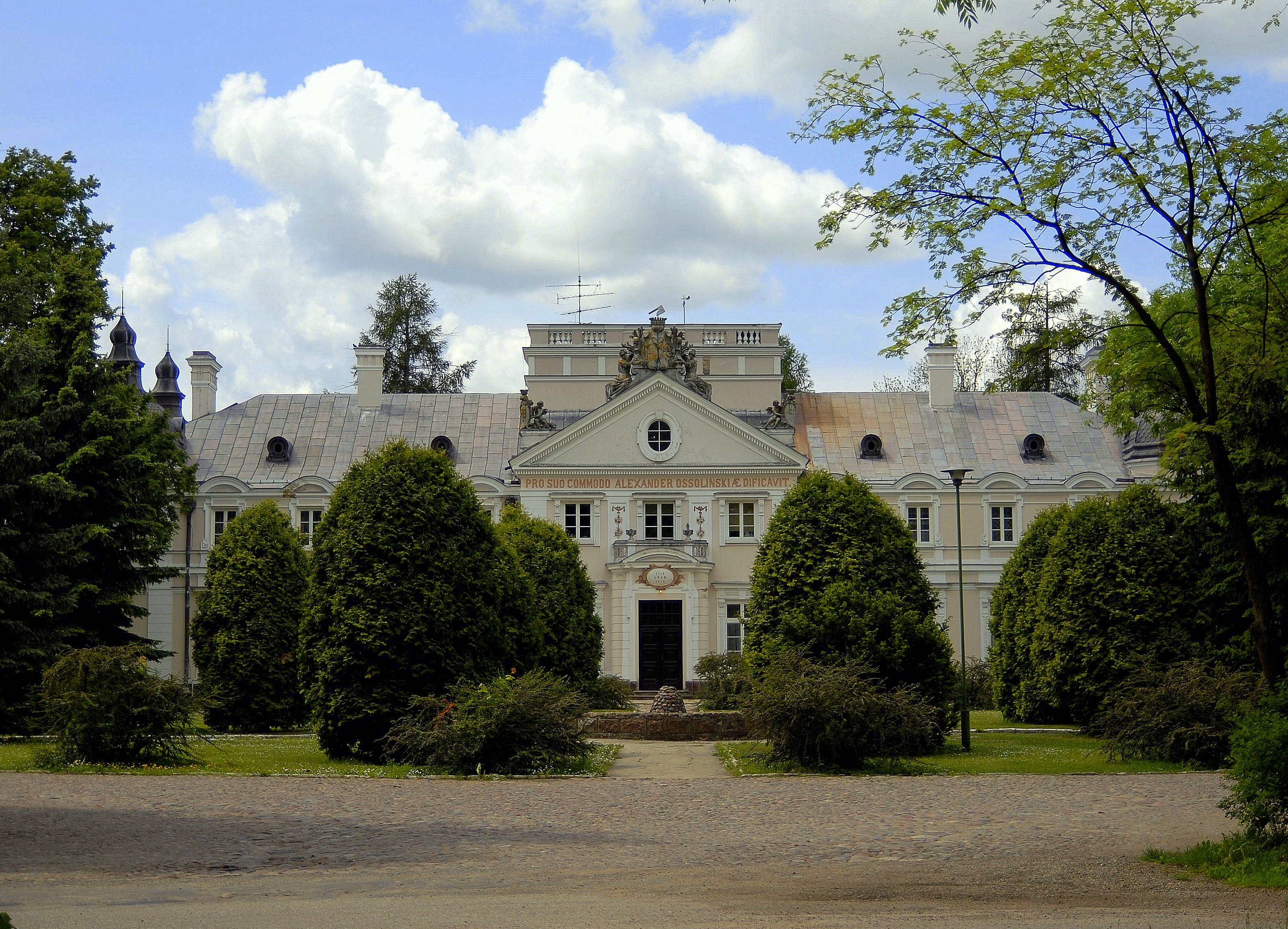
Ossoliński palota Rudkaban
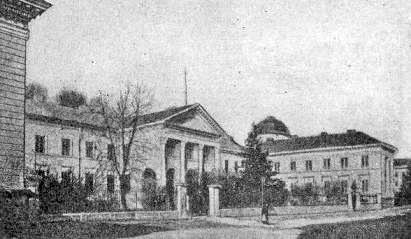
Az Ossolineum Lembergben
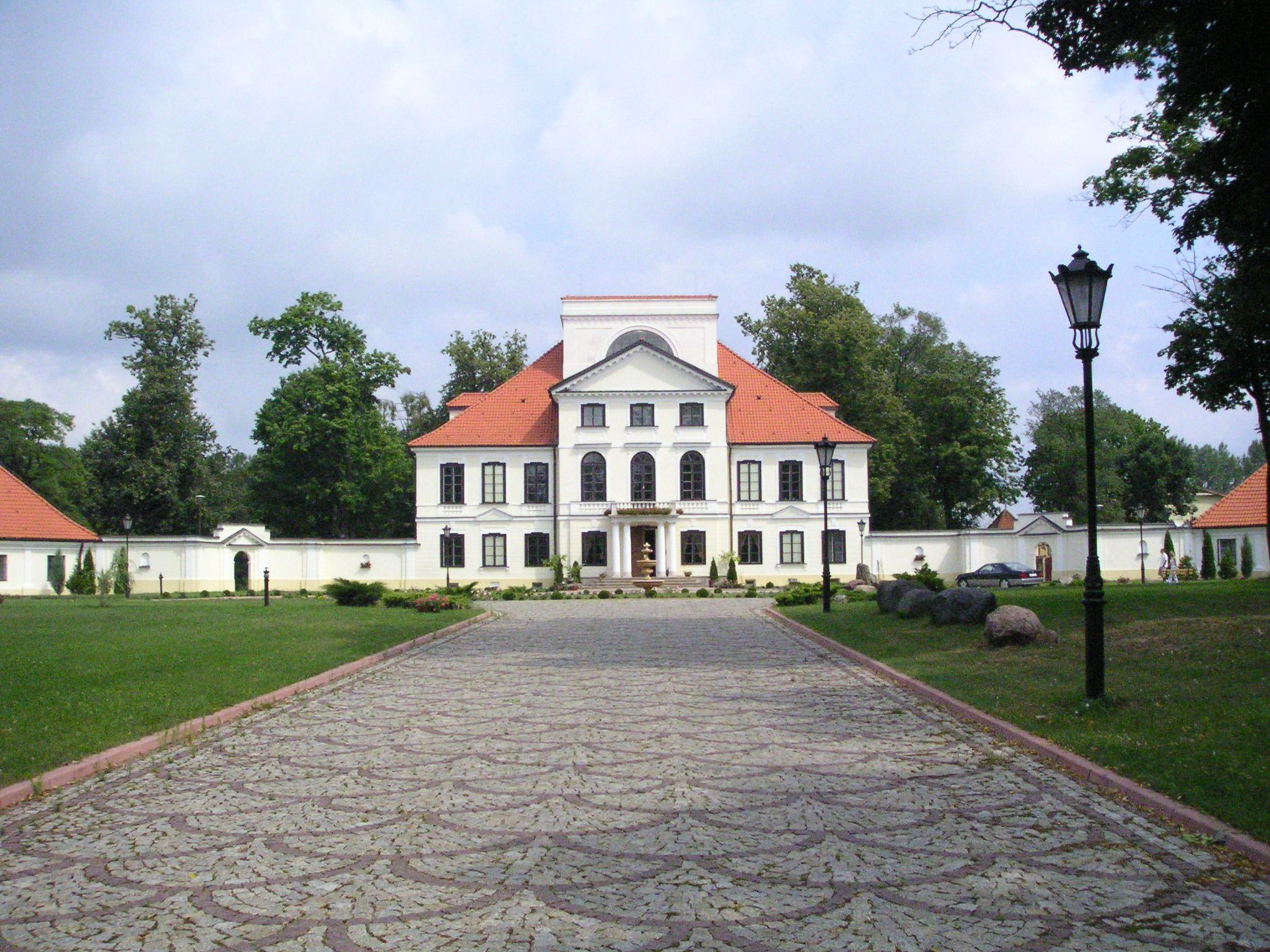
Sterdyń kastély
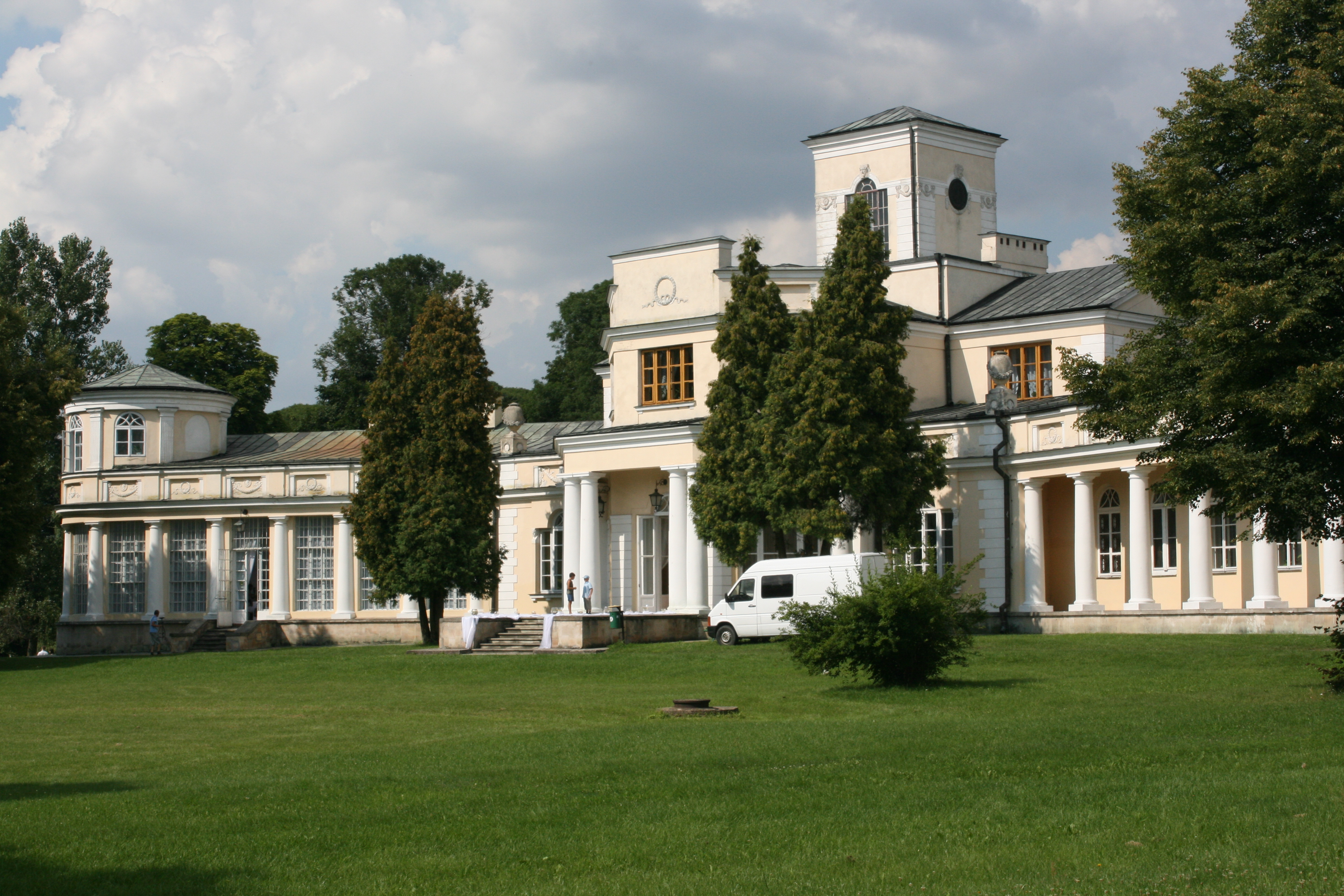
Rejowiec kastély, Powiat Chełmskiben

## Bibliográfia
- Andrzej Przybyszewski, Ossolińscy herbu Topór, Radomyśl Wielki, 2009, ISBN 978-83-927999-2-4

## Fordítás
- Ez a szócikk részben vagy egészben  az   Ossoliński című angol Wikipédia-szócikk fordításán alapul.  Az eredeti cikk szerkesztőit annak laptörténete sorolja fel. Ez a jelzés csupán a megfogalmazás eredetét és a szerzői jogokat jelzi, nem szolgál a cikkben szereplő információk forrásmegjelöléseként.